# 1. Kongress der Konföderierten Staaten von Amerika

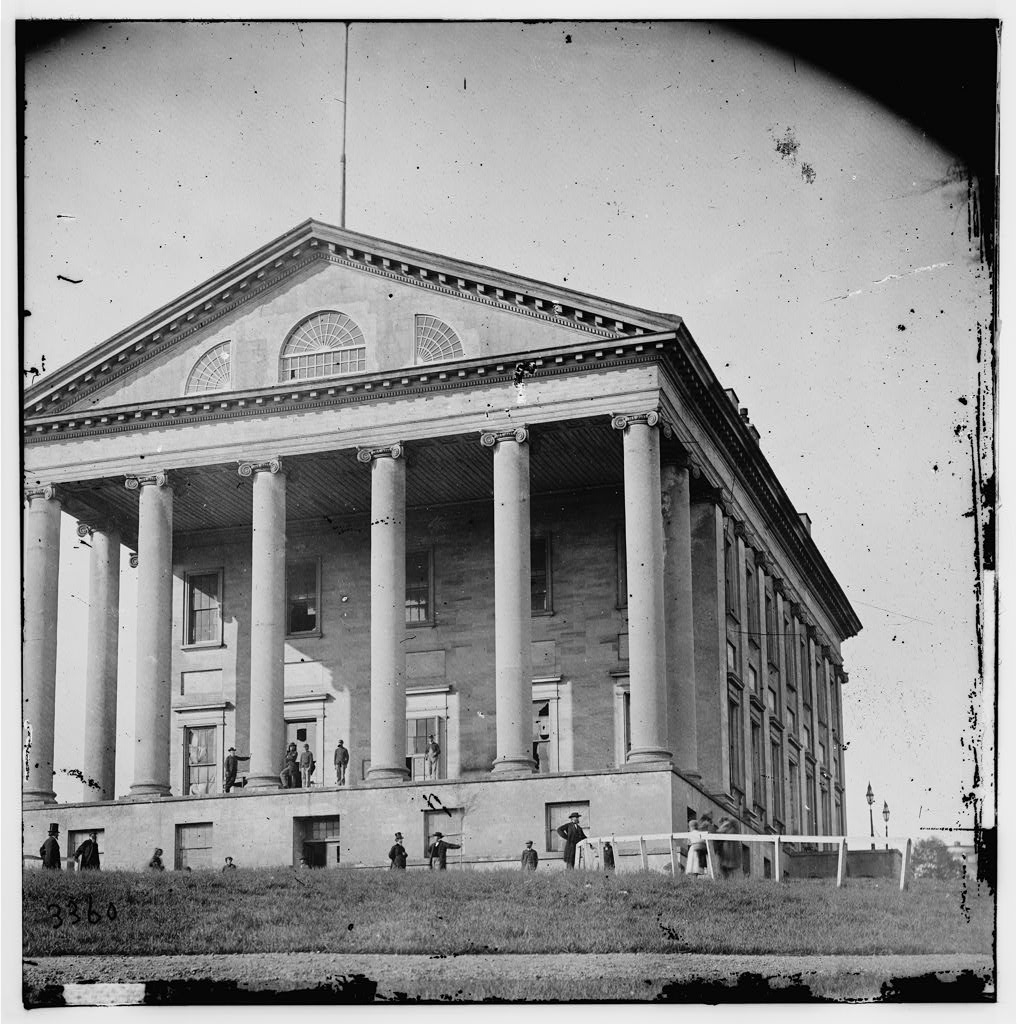
Kapitol der Konföderierten Staaten (1865)

Der 1. Kongress der Konföderierten Staaten von Amerika bezeichnet die erste Wahlperiode des Kongresses, der gesetzgebenden Abgeordnetenversammlung der Konföderierten Staaten von Amerika. Die Abgeordneten dieser Wahlperiode wurden durch Wahlen im November 1861 ermittelt. Der Kongress bestand im Gegensatz zum nur aus einer Kammer bestehenden Provisorischen Konföderiertenkongress aus zwei Kammern, einem Oberhaus, dem Senat, und einem Unterhaus, dem Repräsentantenhaus.

## Sitzungsperioden
Alle Sitzungen des 1. Konföderiertenkongresses fanden im Capitol in Richmond in Virginia, der Hauptstadt der Konföderierten Staaten, statt.
- 1. Sitzungsperiode 18. Februar 1862 bis 21. April 1862
- 2. Sitzungsperiode 18. August 1862 bis 13. Oktober 1862
- 3. Sitzungsperiode 12. Januar 1863 bis 1. Mai 1863
- 4. Sitzungsperiode 7. Dezember 1863 bis 17. Februar 1864

## Leitung

### Senat
- Senatspräsident: Vizepräsident Alexander Hamilton Stephens
- Stellvertretender Präsident (pro tempore): Robert Mercer Taliaferro Hunter aus Virginia

### Repräsentantenhaus
- Sprecher des Repräsentantenhauses (Speaker of the House of Representatives): Thomas Stanley Bocock aus Virginia – 18. Februar 1862 bis 18. März 1865
- Stellvertretender Sprecher (Speaker pro tempore): Jabez Lamar Monroe Curry aus Alabama (1863)

## Abgeordnete

### Senat
Alabama
- Clement Claiborne Clay
- William Lowndes Yancey (verstorben am 23. Juli 1863)
  - Robert Jemison (Übernahme des Mandats am 28. Dezember 1863 – Nachwahl um das vakante Mandat)

Arkansas
- Robert Ward Johnson X
- Charles Burton Mitchel

Florida
- James McNair Baker
- Augustus Emmett Maxwell

Georgia
- Robert Augustus Toombs (gewählt, Annahme des Mandats verweigert)
  - John Wood Lewis (Übernahme des Mandats am 7. April 1862 – Ernannt zur vorübergehenden Wahrnehmung des Mandats)
  - Herschel Vespasian Johnson (Übernahme des Mandats am 19. Januar 1863 – Nachwahl um das vakante Mandat)
- Benjamin Harvey Hill

Kentucky
- Henry Cornelius Burnett
- William Emmett Simms

Louisiana
- Thomas Jenkins Semmes
- Edward Sparrow

Mississippi
- Albert Gallatin Brown
- James Phelan

Missouri
- John Bullock Clark
- Robert Ludwell Yates Peyton (verstorben 3. September 1863)
  - Waldo P. Johnson (Übernahme des Mandats am 24. Dezember 1863 – Ernannt zur vorübergehenden Wahrnehmung des Mandats)

North Carolina
- George Davis (zurückgetreten im Januar 1864, wurde zum Justizminister ernannt)
  - Edwin Godwin Reade (Übernahme des Mandats am 22. Januar 1864 – Ernannt zur vorübergehenden Wahrnehmung des Mandats)
- William Theophilus Dortch

South Carolina
- Robert Woodward Barnwell
- James Lawrence Orr

Tennessee
- Landon Carter Haynes
- Gustavus Adolphus Henry

Texas
- Williamson Simpson Oldham X
- Louis Trezevant Wigfall

Virginia
- Robert Mercer Taliaferro Hunter
- William Ballard Preston (verstorben am 16. November 1862)
  - Allen T. Caperton (Übernahme des Mandats am 22. Januar 1864 – Nachwahl um das vakante Mandat)

### Repräsentantenhaus (House of Representatives)
Nach Wahlkreisen geordnet
X: war bereits Abgeordneter im Provisorischen Konföderiertenkongress
Alabama
- Thomas Jefferson Foster
- William Russell Smith
- John Perkins Ralls
- Jabez Lamar Monroe Curry X
- Francis Strother Lyon
- William Parish Chilton Sr. X
- David Clopton
- James L. Pugh
- Edmund Strother Dargan

Arkansas
- Felix Ives Batson
- Grandison Delaney Royston
- Augustus Hill Garland X
- Thomas Burton Hanly

Florida
- James Baird Dawkins (zurückgetreten am 8. Dezember 1862)
  - John Marshall Martin (Übernahme des Mandats am 25. März 1863 – Nachwahl um das vakante Mandat)
- Robert Benjamin Hilton

Georgia
- Julian Hartridge
- Charles James Munnerlyn
- Hines Holt (zurückgetreten am 1. März 1863 während/nach der dritten Sitzungsperiode)
  - Porter Ingram (Übernahme des Mandats am 12. Januar 1864 – Nachwahl um das vakante Mandat)
- Augustus Holmes Kenan X
- David William Lewis
- William White Clark
- Robert Pleasant Trippe
- Lucius Jeremiah Gartrell
- Hardy Strickland
- Augustus Romaldus Wright X

Kentucky
- Willis Benson Machen
- John Watkins Crockett
- Henry English Read
- George Washington Ewing X
- James Chrisman
- Theodore Legrand BurnettX
- Horatio Washington Bruce
- George Baird Hodge X
- Eli Metcalfe Bruce
- James William Moore
- Robert Jefferson Breckinridge junior
- John Milton Elliott X

Louisiana
- Charles Jacques Villeré
- Charles Magill Conrad X
- Duncan Farrar Kenner X
- Lucius Jacques Dupré
- Henry Marshall X
- John Perkins, Jr. X

Mississippi
- Jeremiah Watkins Clapp
- Reuben Davis (zurückgetreten am 1. März 1863 während/nach der dritten Sitzungsperiode)
  - William Dunbar Holder (Übernahme des Mandats am 21. Januar 1864 – Nachwahl um das vakante Mandat)
- Israel Victor Welch
- Henry Cousins Chambers
- Otho Robards Singleton
- Ethelbert Barksdale
- John Jones McRae

Missouri
- William Mordecai Cooke X (verstorben 3. September 1863)
- Thomas Alexander Harris X
- Caspar Wistar Bell X
- Aaron H. Conrow X
- George Graham Vest X
- Thomas W. Freeman X
- Der gewählte Abgeordnete Hyer hat nie sein Mandat wahrgenommen, der Wahlbezirk blieb während der gesamten 1. Kongresswahlperiode unvertreten.

North Carolina
- William Nathan Harrell Smith X
- Robert Rufus Bridgers
- Owen Rand Kenan
- Thomas David Smith McDowell X
- Archibald Hunter Arrington
- James Robert McLean
- Thomas Samuel Ashe
- William Lander
- Burgess Sidney Gaither
- Allen Turner Davidson X
- Abraham Watkins Venable X

South Carolina
- John McQueen
- William Porcher Miles X
- Lewis Malone Ayer
- Milledge Luke Bonham (zurückgetreten 13. Oktober 1862 nach der zweiten Sitzungsperiode)
  - William Dunlap Simpson (Übernahme des Mandats am 5. Februar 1863 – Nachwahl um das vakante Mandat)
- James Farrow
- William Waters Boyce X

Tennessee
- Joseph Brown Heiskell (zurückgetreten 6. Februar 1864)
- William Graham Swan
- William Henry Tibbs
- Erasmus Lee Gardenhire
- Henry Stuart Foote
- Meredith Poindexter Gentry
- George Washington Jones
- Thomas Menees
- John DeWitt Clinton Atkins X
- John Vines Wright
- David Maney Currin X

Texas
- John Allen Wilcox (verstorben 7. Februar 1864)
- Caleb Claiborne Herbert
- Peter W. Gray
- Franklin Barlow Sexton
- Malcolm Duncan Graham
- William Bacon Wright

Virginia
- Muscoe Russell Hunter Garnett (verstorben 14. Februar 1864)
- John Randolph Chambliss senior
- James Lyons
- Roger Atkinson Pryor X (zurückgetreten 5. April 1862)
  - Charles Fenton Collier (Übernahme des Mandats am 18. August 1862 – Nachwahl um das vakante Mandat)
- Thomas Stanley Bocock X
- John Goode
- James Philemon Holcombe
- Daniel Coleman DeJarnette
- William Smith (zurückgetreten 4. April 1863)
  - David Funsten (Übernahme des Mandats am 7. Dezember 1863 – Nachwahl um das vakante Mandat)
- Alexander Boteler X
- John Brown Baldwin
- Waller Redd Staples X
- Walter Preston X
- Albert Gallatin Jenkins (zurückgetreten 21. April 1862 nach der ersten Sitzungsperiode)
  - Samuel Augustine Miller (Übernahme des Mandats am 24. Februar 1863 – Nachwahl um das vakante Mandat)
- Robert Johnston X
- Charles Wells Russell X

Arizona-Territorium
- Marcus H. MacWillie

Cherokee Nation
- Elias Cornelius Boudinot X

Choctaw Nation
- Robert McDonald Jones